# (5108) Lübeck
(5108) Lübeck es un asteroide perteneciente al cinturón de asteroides, descubierto el 21 de agosto de 1987 por Eric Walter Elst desde el Observatorio de La Silla, Chile.

## Designación y nombre
Designado provisionalmente como 1987 QG2. Fue nombrado Lübeck en honor al organista y compositor alemán Vincent Lubeck.

## Características orbitales
Lübeck está situado a una distancia media del Sol de 2,304 ua, pudiendo alejarse hasta 2,557 ua y acercarse hasta 2,052 ua. Su excentricidad es 0,109 y la inclinación orbital 6,432 grados. Emplea 1278,20 días en completar una órbita alrededor del Sol.

## Características físicas
La magnitud absoluta de Lübeck es 13,8. Tiene 4,617 km de diámetro y su albedo se estima en 0,301. Está asignado al tipo espectral S según la clasificación SMASSII.